# Jon Lucas
Jonathan „Jon“ Lucas (* 29. Oktober 1976 in Summit) ist ein US-amerikanischer Filmschaffender, der vor allem als Drehbuchautor von Hangover (2009) bekannt wurde und 2013 mit 21 & Over sein Regiedebüt gab.

## Leben
Lucas studierte an der Yale University. Der erste Film, an dem er mitwirkte, war 2001 Rustin, dann war er Co-Autor der Comedy-Drehbücher von
Volltreffer (2005), Mein Schatz, unsere Familie und ich (2008), Der Womanizer (2009), dem Riesenerfolg Hangover (2009), Flypaper (2011) und Wie ausgewechselt (2011). Fast alle dieser Drehbücher waren eine Zusammenarbeit mit seinem Freund Scott Moore.
2014 entwickelte er zusammen mit Moore die kurzlebige ABC-Comedyserie Mixology.

## Filmografie (Auswahl)
Als Drehbuchautor
- 2001: Rustin
- 2005: Volltreffer – Ein Supercoach greift durch (Rebound)
- 2007: Full of It – Lügen werden wahr (Full of It)
- 2008: Mein Schatz, unsere Familie und ich (Four Christmases)
- 2009: Der Womanizer – Die Nacht der Ex-Freundinnen (Ghosts of Girlfriends Past)
- 2009: Hangover
- 2011: Flypaper – Wer überfällt hier wen? (Flypaper)
- 2011: Wie ausgewechselt (The Change-Up)
- 2013: 21 & Over
- 2014: Mixology (Fernsehserie, Schöpfer)
- 2016: Bad Moms
- 2016: Office Christmas Party
- 2017: Bad Moms 2 (A Bad Moms Christmas)

Als Regisseur
- 2013: 21 & Over
- 2016: Bad Moms
- 2017: Bad Moms 2 (A Bad Moms Christmas)